# Infovia
Fisicamente, Infovia é o conjunto de linhas digitais por onde trafegam os dados das redes eletrônicas. Surgiu da ideia de criar um bolo sem centro, quebrando o tradicional modelo de pirâmide conectado a um computador central.
Conceitualmente, é a possibilidade de romper com o modelo de ação baseado em uma diretriz central. Por definição, a Infovia torna descentralizada cada ação. Por isso mesmo, global e coletiva. Nasceu na globalização, mas precisamente na década de 90 como uma rede imaterial mundial.